# Irina Kalentieva
Irina Nikolayevna Kalentieva (en ruso: Ирина Николаевна Калентьева; Norvash-Shigali, 10 de noviembre de 1977) es una deportista rusa que compitió en ciclismo de montaña en la disciplina de campo a través.
Participó en cuatro Juegos Olímpicos de Verano, entre los años 2004 y 2016, obteniendo una medalla de bronce en Pekín 2008, en la prueba de campo a través, y el cuarto lugar en Londres 2012.
Ganó ocho medallas en el Campeonato Mundial de Ciclismo de Montaña entre los años 2003 y 2015, y cinco medallas en el Campeonato Europeo de Ciclismo de Montaña entre los años 2001 y 2009. Además, obtuvo una medalla de plata en el Campeonato Europeo de Ciclismo de Montaña en Maratón de 2004.

## Medallero internacional
| Juegos Olímpicos   | Juegos Olímpicos              | Juegos Olímpicos  | Juegos Olímpicos |
| Año                | Lugar                         | Medalla           | Competición      |
| ------------------ | ----------------------------- | ----------------- | ---------------- |
| 2008               | Pekín (China)                 | Medalla de bronce | Campo a través   |
| Campeonato Mundial |                               |                   |                  |
| Año                | Lugar                         | Medalla           | Competición      |
| 2003               | Lugano (Suiza)                | Medalla de bronce | Campo a través   |
| 2006               | Rotorua (Nueva Zelanda)       | Medalla de plata  | Campo a través   |
| 2007               | Fort William (Reino Unido)    | Medalla de oro    | Campo a través   |
| 2008               | Val di Sole (Italia)          | Medalla de bronce | Campo a través   |
| 2009               | Camberra (Australia)          | Medalla de oro    | Campo a través   |
| 2010               | Mont-Sainte-Anne (Canadá)     | Medalla de plata  | Campo a través   |
| 2014               | Hafjell/Lillehammer (Noruega) | Medalla de plata  | Campo a través   |
| 2015               | Vallnord (Andorra)            | Medalla de plata  | Campo a través   |
| Campeonato Europeo |                               |                   |                  |
| Año                | Lugar                         | Medalla           | Competición      |
| 2001               | St. Wendel (Alemania)         | Medalla de bronce | Campo a través   |
| 2003               | Graz (Austria)                | Medalla de plata  | Campo a través   |
| 2007               | Capadocia (Turquía)           | Medalla de plata  | Campo a través   |
| 2008               | St. Wendel (Alemania)         | Medalla de plata  | Campo a través   |
| 2009               | Zoetermeer (Países Bajos)     | Medalla de plata  | Campo a través   |

| Campeonato Mundial | Campeonato Mundial    | Campeonato Mundial | Campeonato Mundial |
| Año                | Lugar                 | Medalla            | Competición        |
| ------------------ | --------------------- | ------------------ | ------------------ |
| 2004               | Bad Goisern (Austria) | Medalla de plata   | Campo a través     |